# 加拿大總理府
加拿大总理府（Prime Minister's Office）又稱總理辦公室，是位于加拿大渥太华的一个向加拿大总理提供支持的政府機構，位於總理府及於加拿大總理府暨樞密院大樓裡，為總理幕僚的主要辦公場所。加拿大總理府向加拿大總理提供政策建议並為加拿大總理收集信息、规划和制定战略。加拿大總理通常在國會山莊的中區大樓同時擁有一間總理辦公室，第23任加拿大總理賈斯汀·杜魯多的總理辦公室隨著中區大樓整修，將總理辦公室搬至西區大樓原第二任加拿大總理亚历山大·麦肯齐的辦公室。
總理辦公室依據加拿大總理之建議向加拿大政府提名高級官員，主要包括加拿大總督及各省省督、加拿大上議院議員、加拿大最高法院大法官等。
加拿大總理府主要由凱蒂·德福管理，她自2015年11月4日起担任贾斯汀·特鲁多总理的幕僚长。首席秘书的职位自2019年2月18日起一直空缺。